# Eulima bipartita
Eulima bipartita is een slakkensoort uit de familie van de Eulimidae. De wetenschappelijke naam van de soort is voor het eerst geldig gepubliceerd in 1860 door Mörch.